# Front Drive Motor Company (New Jersey)

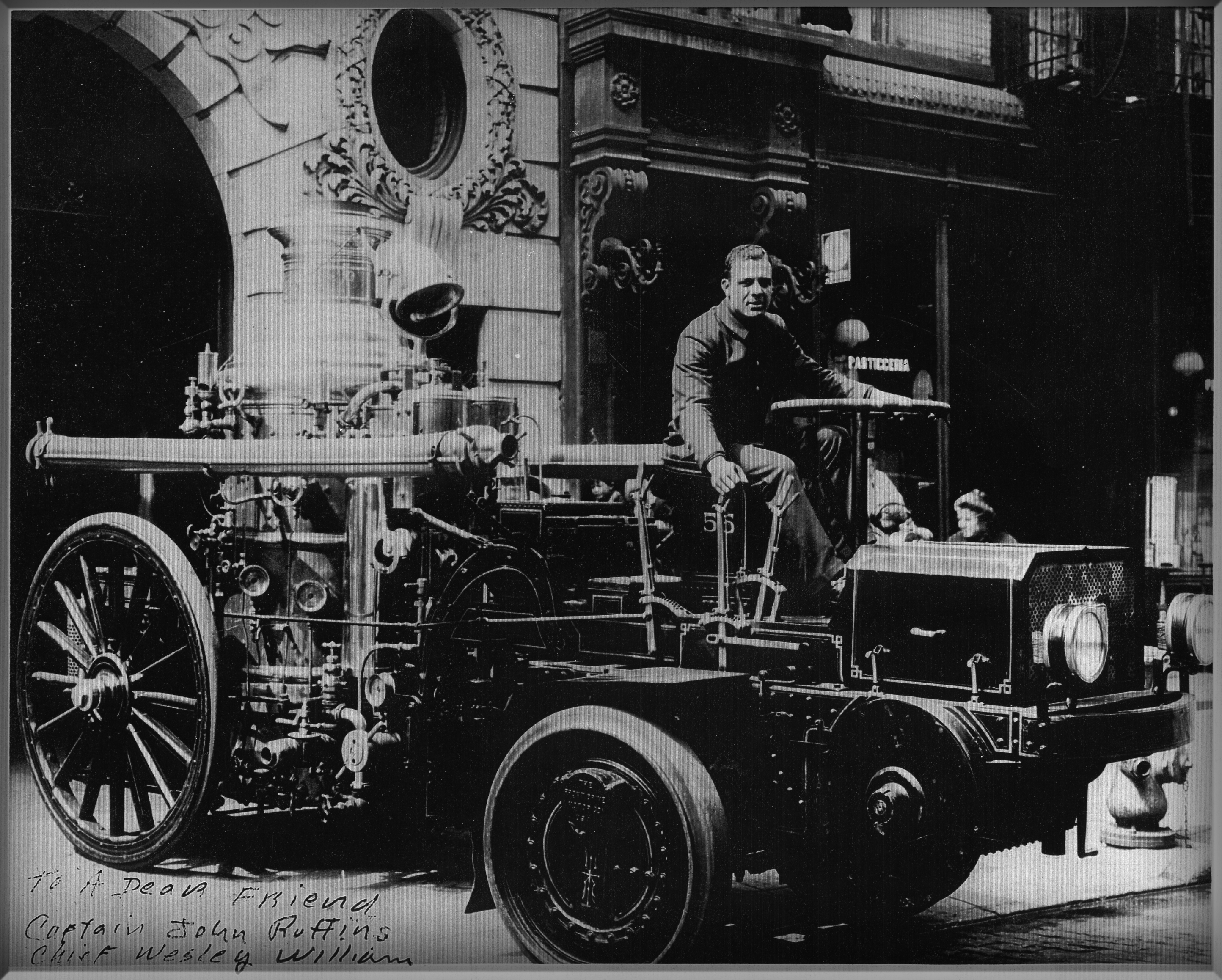
Feuerwehrfahrzeug

Front Drive Motor Company war ein US-amerikanischer Hersteller von Nutzfahrzeugen.

## Unternehmensgeschichte
John Walter Christie leitete zwischen 1904 und etwa 1911 nacheinander drei Unternehmen, die Automobile der Marke Christie herstellten. Gemeinsamkeit war der Frontantrieb.
Das neue Unternehmen hatte den Sitz in New Jersey in New Jersey. Eine Quelle gibt 1912 als Gründungsjahr an. Aber bereits im Dezember 1911 begann die Produktion von Nutzfahrzeugen. Der Markenname lautete Christie. 1918 endete die Produktion. Insgesamt entstanden etwa 600 Fahrzeuge.
Es bestand keine Verbindung zur namensgleichen Front Drive Motor Company aus Missouri.

## Fahrzeuge
Einerseits entstanden motorisierte Achsen, die an bestehende motorlose Dampfspritzen der Feuerwehr montiert wurden. Das erste Modell hatte einen Vierzylindermotor mit 90 PS Leistung, der längs oberhalb der Achse montiert war. Erster Käufer war das New York City Fire Department.
Die folgenden Feuerwehrfahrzeuge hatten einen Quermotor, der je nach Ausführung unter der vorderen Motorhaube oder unter der Fahrersitzbank eingebaut war.